# Atletismo nos Jogos Pan-Americanos de 1963 - 100 m masculino
A prova dos 100 m masculino nos Jogos Pan-Americanos de 1963 foi realizada em São Paulo, Brasil.

## Medalhistas
| Ouro                       | Prata                            | Bronze                           |
| Enrique Figuerola CUB Cuba | Arquímedes Herrera VEN Venezuela | Ira Murchison USA Estados Unidos |

## Resultados
| Posição           | Nome               | Nacionalidade      | Tempo | Notas |
| ----------------- | ------------------ | ------------------ | ----- | ----- |
| Medalha de ouro   | Enrique Figuerola  | CUB Cuba           | 10.46 |       |
| Medalha de prata  | Arquímedes Herrera | VEN Venezuela      | 10.59 |       |
| Medalha de bronze | Ira Murchison      | USA Estados Unidos | 10.62 |       |
| 4                 | Horacio Esteves    | VEN Venezuela      | 10.64 |       |
| 5                 | Gerardo di Tolla   | PER Peru           | 10.73 |       |
| 6                 | Ollan Cassell      | USA Estados Unidos | 10.79 |       |